# Lino Innocenti
Lino Innocenti (Conegliano, 27 febbraio 1928 – Conegliano, 30 maggio 2002) è stato un politico italiano.

## Biografia
Docente di ragioneria e Consigliere comunale a Conegliano, è entrato in parlamento nel 1972 e vi è rimasto ininterrottamente sino al 1983, ora come deputato (VI legislatura della Repubblica Italiana e VIII legislatura), ora come senatore (VII legislatura).
In seguito è tornato a dedicarsi alla politica locale: dal 1985 al 1990 è stato presidente della provincia di Treviso e assessore provinciale alla Sanità.
Fu presidente di alcune istituzioni benefiche, tra le quali la "Fondazione figli Maria Antonietta BERNARDI" dal 1995 sino alla sua morte.
A Conegliano gli è stata intitolata una via. È sepolto nel cimitero di Conegliano.